# Койдінське сільське поселення
Ко́йдінське сільське поселення (рос. Койдинское сельское поселение) — муніципальне утворення у складі Койгородського району Республіки Комі, Росія. Адміністративний центр та єдиний населений пункт — селище Койдін.

## Населення
Населення — 1286 осіб (2017, 1359 у 2010, 1488 у 2002, 1725 у 1989).